# Cryptocarya botelhensis
Cryptocarya botelhensis là loài thực vật có hoa trong họ Nguyệt quế. Loài này được P.L.R.Moraes mô tả khoa học đầu tiên năm 2007.